# Rubén Amaro, Sr.
Pour son fils, voir Rubén Amaro, Jr..
Pour les articles homonymes, voir Amaro.
Rubén Amaro Mora, Sr. (né le 6 janvier 1936 à Nuevo Laredo (Tamaulipas) au Mexique et mort le 31 mars 2017 à Miami (Floride) aux États-Unis) est un joueur, instructeur et dépisteur mexicain de la Ligue majeure de baseball.
Il évolue 11 saisons entre 1958 et 1969, principalement au poste d'arrêt-court et notamment avec les Phillies de Philadelphie.

## Biographie

### Famille
Rubén Amaro est le fils de Santos Amaro, joueur natif de Cuba qui a évolué en Ligue mexicaine de 1939 à 1955, et le père de Rubén Amaro, Jr.
Son parrain, Martín Dihigo, est un grand joueur cubain.
En 1986, Rubén Amaro est intronisé au Salón de la Fama, le temple de la renommée du baseball mexicain, où son père Santos est déjà honoré. Il s'agit du premier duo père-fils à être honoré de cette manière.
Ses petits-fils Rob, un joueur de champ intérieur et receveur de l'université de Virginie, et Andrew, joueur de deuxième but de l'université du Maryland, ont été repêchés par les Phillies de Philadelphie en 2009 et 2011, respectivement, mais n'ont pas poursuivi une carrière au baseball.

### Carrière de joueur
Rubén Amaro signe son premier contrat professionnel en 1954 avec les Cardinals de Saint-Louis et dispute avec cette équipe les 40 premiers matchs d'une carrière dans le baseball majeur amorcée le 29 juin 1958. Le 3 décembre suivant, les Cardinals l'échangent aux Phillies de Philadelphie contre Chuck Essegian, un joueur de champ extérieur. Après l'avoir assigné aux ligues mineures en 1959, les Phillies alignent Amaro de 1960 à 1965, surtout au poste d'arrêt-court mais aussi à l'occasion comme joueur de premier but. Ses aptitudes défensives lui valent un Gant doré à la position d'arrêt-court en 1964. Cette même année, il reçoit quelques votes pour le prix du joueur par excellence de la Ligue nationale et termine au 21e rang du scrutin, ce malgré à peine 299 présences au bâton en 129 matchs joués. Il maintient en 1964 sa meilleure moyenne au bâton (,264) en une année et obtient sa meilleure récolte de points produits (34).
Le 29 novembre 1965, un nouvel échange l'envoie des Phillies aux Yankees de New York en retour du joueur de champ intérieur Phil Linz. En 1967, la deuxième de ses trois saisons chez les Yankees, Amaro ne frappe que pour ,223 de moyenne au bâton en 130 matchs mais réussit un record personnel de 93 coups sûrs durant l'année. Il met fin à sa carrière de joueur après quelques matchs joués pour les Angels de la Californie en 1969.
Rubén Amaro, Sr. dispute 940 matchs en 11 saisons dans les majeures. Il réussit 505 coups sûrs, dont 75 doubles, 13 triples et 8 circuits. Il compte 211 points marqués, 156 points produits et 11 buts volés en 25 tentatives. Sa moyenne au bâton en carrière s'élève à ,234 et son pourcentage de présence sur les buts à ,309.

### Après-carrière
Après sa carrière de joueur, Amaro demeure dans l'industrie du baseball et occupe différents postes avec différents clubs. De 1972 à 1982, il est dépisteur pour les Phillies de Philadelphie et est notamment coordonnateur du recrutement en Amérique latine. En 1977, il est gérant d'un club de ligues mineures affilié à la franchise, les Phillies d'Auburn de la New York-Penn League. En 1980 et 1981, il est instructeur de premier but des Phillies de Philadelphie et fait partie de l'équipe championne de la Série mondiale 1980. Durant l'hiver, il est directeur-gérant des Águilas del Zulia, un club du Venezuela qui participe en 1984 à la Série des Caraïbes. En 1983, il rejoint les Cubs de Chicago comme instructeur de troisième but. En 1988, il est responsable du recrutement en Amérique latine pour les Cubs.
En 1989, il dirige les Tigers de Bristol, un club-école des Tigers de Détroit, pour qui il est dépisteur dans les années 1990. En 1995, il dirige les Petroleros de Minatitlan de la Ligue mexicaine de baseball. Revenu dans l'organisation des Cubs de Chicago, il est gérant de deux de leurs clubs de ligues mineures : les Cubs de Williamsport en 1996 et les Cubbies de Rockford en 1997 et 1998. Il retourne chez les Phillies comme coordinateur de la défensive au tournant des années 1990 et 2000, et dirige leur club-école de la Gulf Coast League en 2003. En 2009, il n'est affilié à aucun club du baseball majeur pour la première fois en 50 ans mais dirige, 73 ans, une académie de baseball à Maracaibo au Venezuela.
En 2013, Rubén Amaro est l'un des instructeurs de l'équipe nationale du Mexique qui prend part à la Classique mondiale de baseball.